# Звёзды и полосы (балет)
Звёзды и по́лосы (англ. Stars and Stripes — неофициальное название флага США) — одноактный балет «в пяти кампаниях» Джорджа Баланчина на музыку популярных маршей Джона Филиппа Соуза в оркестровке Херши Кея. Художник по костюмам Варвара Каринская, сценография Дэвида Хейса, художник по свету Нанан Порше (при возобновлении 1964 года — Дэвид Хейс).
Премьера состоялась 17 января 1958 года в Нью-Йорке, на сцене Городского центра музыки и драмы в исполнении артистов труппы Нью-Йорк Сити балет. В главных партиях выступили Аллегра Кент, Диана Адамс, Мелисса Хейден, Роберт Барнет и Жак д'Амбуаз.
Спектакль посвящён мэру Нью-Йорка, основателю Городского центра музыки и драмы, Фьорелло Ла Гуардия (1882—1947).

## Характеристика
Однажды у Баланчина спросили, есть ли в «Звёздах и полосах» какая-то история. 
 — О, да!
 — И какая же? 
 — США, — ответил Баланчин просто.
«Звёзды и полосы» — один из самых радостных и беспечных балетов хореографа. Вместе с такими балетами, как «Западная симфония» (1954) и «Кого это волнует?» (1970) он составляет баланчинскую «американу», своеобразную дань балетмейстера своей новой родине.
В балете используются следующие военные марши Джона Филиппа Соуза:
- «Коркоранские кадеты» (Corcoran Cadets, 1890)
- «Громовержец[англ.]» (Thunderer, 1889), «Гладиатор[англ.]» (Gladiator, 1886)
- «Стрелковый полк» (Rifle Regiment, 1886)
- «Колокол свободы» (Liberty Bell, 1893), «Капитан» (El Capitan, 1896)
- «Звёзды и полосы навсегда» (Stars and Stripes Forever, 1896)

В спектакле участвует 41 танцовщик. Центральное место занимает виртуозное pas de deux, поставленное на марши Liberty Bell и El Capitan (первые исполнители — Мелисса Хайден и Жак д'Амбуаз). В финале под звуки марша «Звёзды и полосы навсегда», в 1987 году ставшего национальным маршем страны, вдоль задника, занимая весь его объём, спускается огромный флаг США.
Спектакль давался по таким торжественным поводам, как инаугурация нового губернатора штата Нью-Йорк Нельсона Рокфеллера в 1959 году, открытие Нью-Йоркского театра в Линкольн-центре 23 апреля 1964 года, а также на вечере в честь президента Джона Кеннеди и вице-президента Линдона Джонсона.
В середине 1970-х годов Баланчин решил завершить этим балетом благотворительный вечер, все средства от которого, согласно его замыслу, должны были пойти на покупку новых пуленепробиваемых щитов для полиции Нью-Йорка. В 1981 году, получив радостную новость об освобождении американских заложников в Иране, он принял решение исполнить финал балета в качестве торжественного завершения балетного вечера того дня.
Традиционно балет исполняется артистами «Нью-Йорк Сити Балле» ко Дню независимости США на сцене Центра исполнительских искусств Саратоги во время летних сезонов труппы в Саратога-Спрингс.